# 贾莱萨尔
贾莱萨尔（Jalesar），是印度北方邦Etah县的一个城镇。总人口35662（2001年）。

## 人口
该地2001年总人口35662人，其中男性18882人，女性16780人；0—6岁人口6672人，其中男3518人，女3154人；识字率47.50%，其中男性为54.18%，女性为39.99%。